# Herb gminy Klonowa
Herb gminy Klonowa – jeden z symboli gminy Klonowa, ustanowiony 29 czerwca 2021.

## Wygląd i symbolika
Herb przedstawia na tarczy koloru zielonego wizerunek złotego liścia klonu. Jest to nawiązanie do pochodzenia nazwy gminy.